# 曹鍷
曹鍷（1468年—？年），字時範，應天府句容縣人，明朝政治人物。

## 生平
治《詩經》，行十四，由國子生中式戊午科（1498年）應天府鄉試第二十一名舉人，年四十一歲中式正德三年（1508年）戊辰科會試第三百十七名，第三甲第五十六名進士。初授行人司行人，正德五年夏四月充副使，册封岷府善化王。擢授南京监察御史，十五年六月升四川按察司佥事。嘉靖初，以議大禮，与御史沈灼、方凤同日上疏乞休，当时的苏州知府胡缵宗，将三人的姓名镌刻于虎丘千人座白莲池石壁上，时称“三谏”，亦号“三高士”。

## 著作
善作诗，著有《曲林诗集》。

## 家族
曾祖曹子寧。祖父曹曔。父曹淑。母张氏。慈侍下，兄镃、鉉、鎮、鏐、鉅、鈷、弟鎣、釜、鎬、锳、銘。